# Axinyssa ambrosia
Axinyssa ambrosia är en svampdjursart som först beskrevs av de Laubenfels 1954.  Axinyssa ambrosia ingår i släktet Axinyssa och familjen Halichondriidae. Inga underarter finns listade i Catalogue of Life.